# Atrasana uncifera
Atrasana uncifera är en fjärilsart som beskrevs av George Francis Hampson 1910. Atrasana uncifera ingår i släktet Atrasana och familjen tandspinnare. Inga underarter finns listade i Catalogue of Life.